# ميسيل دافيلا
ميسيل دافيلا (بالإسبانية: Misael Dávila)‏ هو لاعب كرة قدم تشيلي، ولد في 17 يوليو 1991 في إيكويكو في تشيلي. شارك مع منتخب تشيلي تحت 17 سنة لكرة القدم. أما مع النوادي، فقد لعب مع Deportes Temuco ‏.

## وصلات خارجية
- ميسيل دافيلا على موقع قاعدة بيانات كرة القدم.إي يو (الإنجليزية)
- ميسيل دافيلا على موقع Soccerway.com (الإنجليزية)
- ميسيل دافيلا على موقع AS.com (الإسبانية)